# 4711

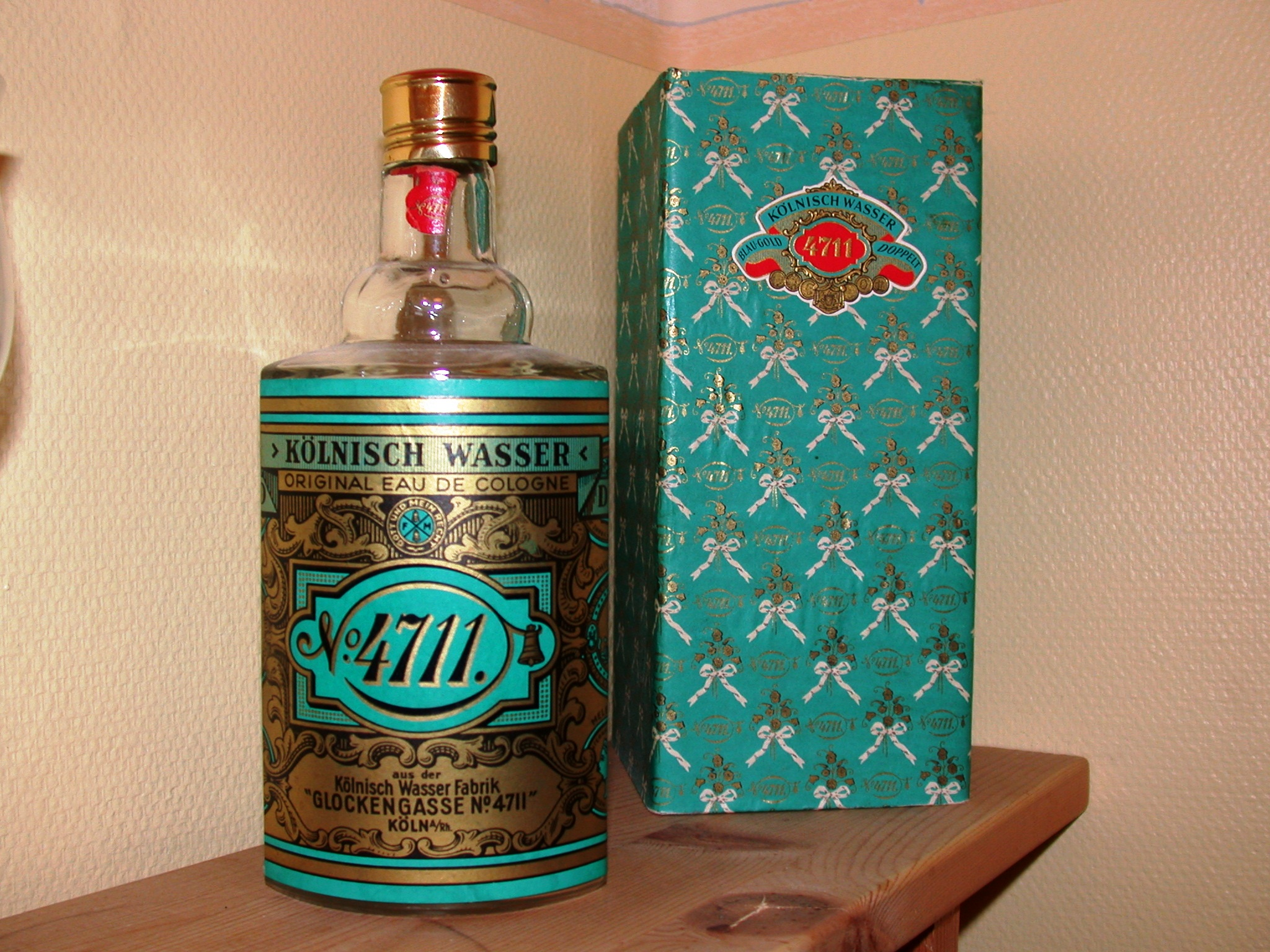
En flaska 4711

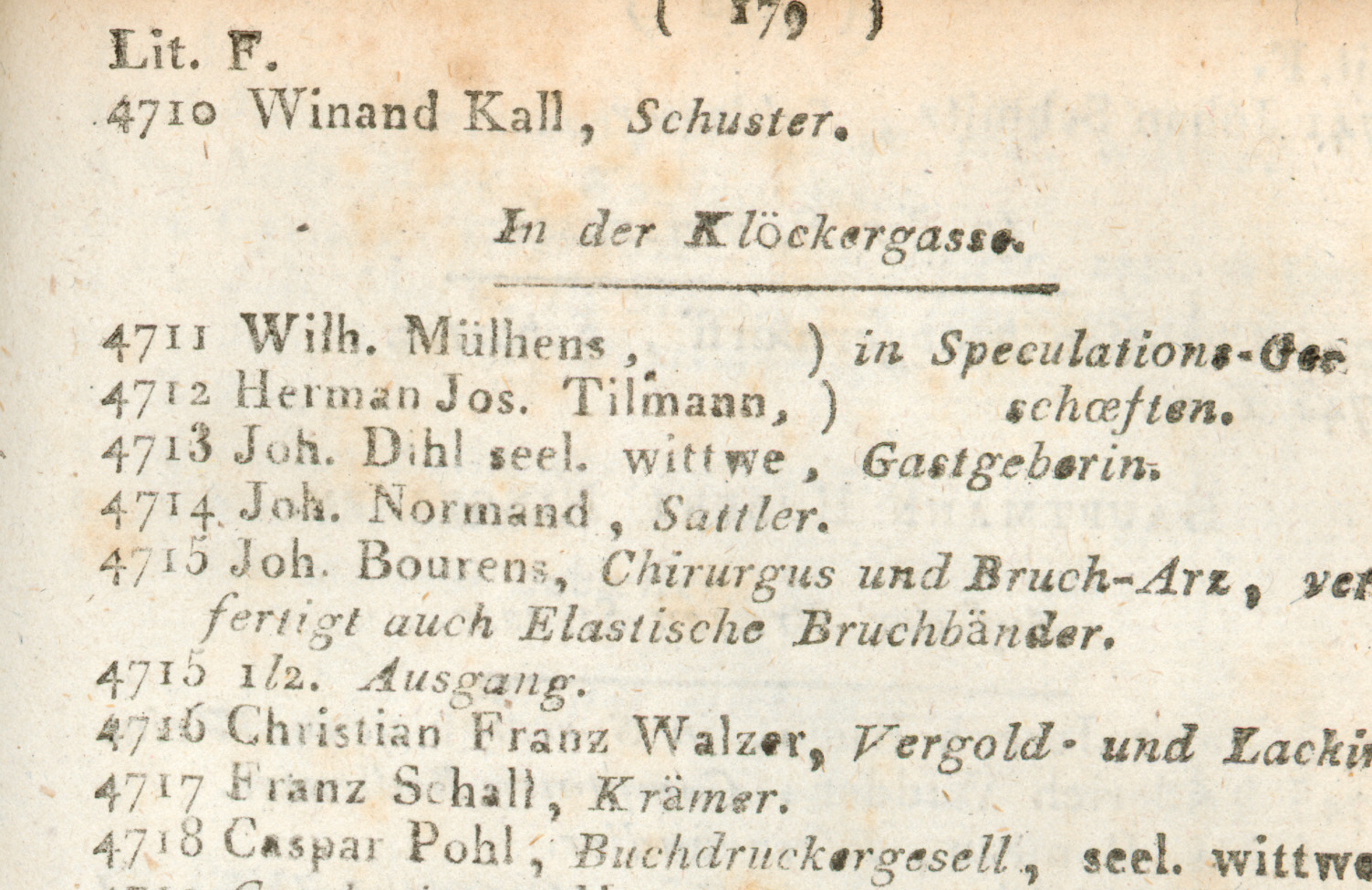
3.Kölner Adreßbuch 1797, Sida 179

4711 är en tysk eau de Cologne, vars varumärke ägs av Mäurer & Wirtz GmbH & Co. KG & Co. KG i Stolberg, Tyskland.

## Historia
Enligt den historia som används i marknadsföringen av produkten fick handelsmannen Wilhelm Mülhens 1792 ett hemligt recept på en undergörande dekokt som bröllopsgåva av en kartusianermunk. Denna dekokt skulle kunna användas som universalmedicin för både invärtes och utvärtes bruk. Mühlens startade kort därefter tillverkning av dekokten i en lokal på Glockengasse i Köln.
1803 köpte Wilhelm Mülhens licenser och företagsrättigheter av en medlem av en familj Farina i Italien. Denna Farinafamilj hade dock inga förbindelser med den familj Farina i Italien som drev parfymtillverkning. Fram till 1835 sålde Mülhens licenser och rättigheter till mer än 20 personer men förbjöds sedan att göra detta och alla de sålda rättigheterna ogiltigförklarades. Mülhens son köpte senare rättigheterna att använda namnet Farina av en annan familj Farina i Italien, återigen en familj utan kopplingar till parfymtillverkaren.
1881 ålades Mülhens att aldrig mera använda företagsnamnet Farina. Han valde då sin fastighetsnumrering som firma- och varumärkesnamn, 4711. Fram till 1990 var firmanamnet Eau de Cologne & Parfümerie Fabrik Glockengasse No. 4711 gegenüber der Pferdepost von Ferd. Mülhens in Köln am Rhein, företaget bytte då namn till Muelhens GmbH & Co. KG. 1994 köptes familjeföretaget av Wella och verksamheten skedde efter 1997 under namnet Cosmopolitan Cosmetics GmbH, även om Mülhens GmbH & Co. KG fortfarande används i vissa sammanhang. 2003 köptes Wella AG av det amerikanska tvättmedels- och kosmetikföretaget Procter & Gamble. 2007 togs märket 4711 över av Mäurer & Wirtz.
Namnet 4711 har sin förklaring i att Wilhelm Mülhens 1854 flyttade till ett hus i Köln på Glockengasse 12 med husnummer 4711.